# 米夏·漢考克
米夏·漢考克（英語：Micha Hancock，1992年11月10日—），美國女子排球運動員，司職舉球員。
她是美國國家女子排球隊隊員。她代表美國出戰2018年世界女排聯賽奪得金牌。